# Шоо, Гидеон Джума Мохамед
Гидеон Джума Мохамед Шоо (англ. Gideon Juma Mohamed Shoo; род. 1956 год) — доктор философских наук, генеральный директор компании G&S Media Consultants.

## Биография
Гидеон Джума Мохамед Шоо родился в 1956 году в Объединенной Республики Танзания. Для получения высшего образования приехал в СССР. В 1986 году стал выпускником историко-филологического факультета Университета дружбы народов им. Патриса Лумумбы по специальности «Международная журналистика»
. Получил диплом с отличием.
В период с 1978 по 1987 год был журналистом газеты «Ухуру», с 1986 по 1987 год был участником исследований, которые проводились по истории «Ухуру» и национальных газет на территории Танзании.
В 1991 году получил постдипломное образование — окончил аспирантуру и защитил кандидатскую диссертацию по социологии массовых коммуникаций в Российском университете дружбы народов. С 1992 по 1993 год работал консультантом Медиа-Холдинг «Паблишерз оф Мваначини» и газеты «Экспресс».
В период с 1992 по 2000 год был корреспондентом «Голоса Америки» и «Дойче Велле». С 1993 по 2004 год был редактором и директором корпорации Хабари Лимитед паблишерз Димба. Получил дополнительное образование — в 1994 году в Голландии специализацию в области управления печатными предприятиями, в 1995 году в ЮАР в области рекламной индустрии, в 1996 году — в Ботсване по управлению проектными работами в Национальном центре повышения эффективности. С 1994 по 1995 год проводил подготовку журналистов в регионах Мванзе, Килиманджаро и Аруша. С 1995 года занимался изучением журналистской деятельности.
С 2005 по 2007 год работал директором Корпорации Хабари Лимитед, также работал преподавателем и консультантом по вопросам средств массовой информации. С 2005 по 2007 год — преподаватель мусульманского университета Морогоро в Танзании. С 2005 года занимает пост генерального директора компании G&S Media Consultants.
Выступал переводчиком книг с русского языка на суахили.
Женат, есть четверо детей.